# Шаповал Михайло Васильович
Шаповал Михайло Васильович (* 8 лютого 1946, с. Чемерівці Хмельницької області) — голова правління сільськогосподарського кооперативу «Летава» Чемеровецького району (Хмельницька область), Герой України.

## Біографія
Народився 8 лютого 1946 року в смт Чемерівці Хмельницької області.
Після смерті матері в 1957 році і смерті через два роки від фронтової контузії батька - Михайло з молодшим братом Сергієм потрапив в Дашевський дитячий будинок Вінницької області.
Вступив в Іллінецький зоологічний технікум на спеціальність зоотехніка. Після закінчення технікуму працював за розподілом бригадиром тваринників Антонінского цукрового комбінату в Красилівському районі Хмельницької області. Через рік Зана посаду зоотехніка у колгоспі ім. Петровського села Пампушки.
У 1970 році жителі села Біла Чемеровецького району попросили його стати головним зоотехніком в їх колгоспі. У цьому ж році Шаповал здобув вищу освіту, закінчивши Білоцерківський сільськогосподарський інститут.
У 1972 році був обраний секретарем парткому колгоспу ім. Б. Хмельницького села Біла.
У 1974 році був обраний головою колгоспу «Ленінський шлях» села Кутківці Чемеровецького району. Після перетворення цього колгоспу в радгосп «Восход», Шаповал повернувся в колгосп ім. Б. Хмельницького головним економістом і в 1977 році був обраний головою колгоспу ім. Б. Хмельницького.
Після смерті голови колгоспу ім. Леніна села Летава В. Д. Ліщука, в 1980 році рішенням райкому партії був рекомендований на посаду голови колгоспу ім. Леніна - с. Летава, Чемеровецький район Хмельницької області.
Колгосп ім. Леніна був нагороджений орденом Леніна, з утворенням самостійної української держави був перетворений в сільськогосподарський кооператив «Летава», де Шаповал М. В. працює по теперішній час.
Предметом гордості Михайла Васильовича є музей історії села, в якому відображена трудова діяльність летавчан кількох поколінь. Журналістами Україні цей музей визнаний найкращим сільським музеєм.

## Нагороди
- Звання «Герой України» з врученням ордена Держави (21 серпня 2011) — за визначні особисті заслуги перед Українською державою у розвитку сільського господарства, впровадження прогресивних технологій та передових форм господарювання, багаторічну самовіддану працю[1]
- Орден «За заслуги» III ст. (13 листопада 2001) — за визначні трудові досягнення, вагомий особистий внесок у розвиток агропромислового виробництва, високий професіоналізм і самовіддану працю[2]